# Hundvåg

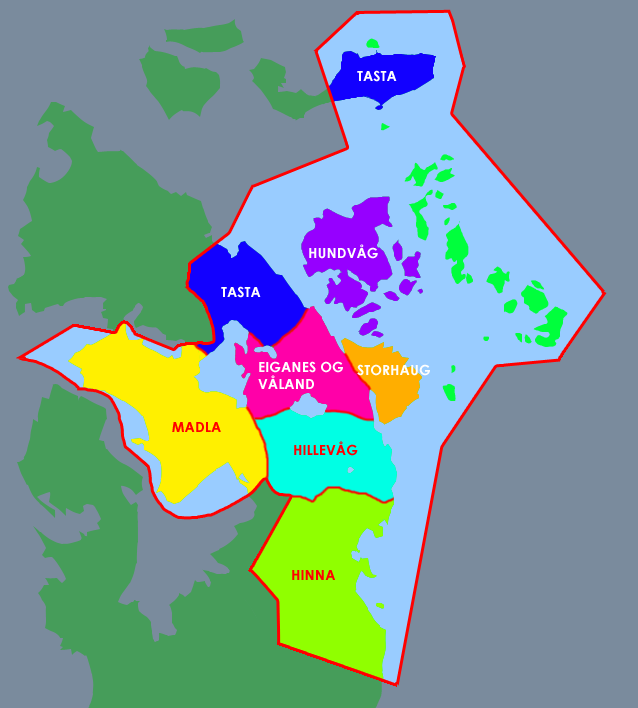
Ubicación dentro del municipio de Stavanger

Hundvåg es una población del municipio de Stavanger, Noruega. Tiene alrededor de 12.436 habitantes (2007), con una densidad aproximada de 1.940 hab./km².
Incluye, además de la isla de Hundvåg, las islas de Sølyst, Grasholmen,Engøy, Buøy, Bjørnøy, Roaldsøy y Ormøy. Dichas islas están conectadas a tierra firme por el Puente de Stavanger.

## Geografía
La isla Hundvåg mide 4,7 km² y tiene una forma ligeramente ovalada. Hay un estrecho que comunica los barrios de Buøy y Hundvåg.
Lundehaugen es el punto más alto de la isla Hundvåg y se encuentra a 35 metros sobre el nivel del mar. En segundo lugar más alto es Arrastre Berget en Austbø (30 m.).
Al este de Hundvåg está el canal Kallagsundet, que es atravesado por un puente que une Hundvåg con el barrio de Bjørnøy, situado en otra isla menor.

## Barrios
Aunque los límites de los barrios no corresponden exactamente a las límites de la ciudad, Hundvåg consiste más o menos de los siguientes barrios (delområder): Buøy y Hundvåg.

## Política
Hundvåg tiene un consejo de ciudad (bydelsutvalg). El consejo se compone de 11 miembros, con la siguiente lealtad del partido:
- 3, del Partido del Trabajo (Arbeiderpartiet)
- 1 del Partido Demócrata Cristiano (Kristelig Folkeparti)
- 1 del Partido Liberal (Venstre)
- 4 del Partido Conservador (Høyre)
- 2 del Partido del Progreso (Fremskrittspartiet)